# Мур (Оклахома)
Мур (енгл. Moore) град је у америчкој савезној држави Оклахома.

## Демографија
По попису из 2010. године број становника је 55.081, што је 13.943 (33,9%) становника више него 2000. године.
| Група             | 2000.          | 2010.          |
| Белци             | 33.765 (82,1%) | 41.077 (74,6%) |
| Афроамериканци    | 1.201 (2,9%)   | 2.511 (4,6%)   |
| Азијати           | 667 (1,6%)     | 1.256 (2,3%)   |
| Хиспаноамериканци | 2.098 (5,1%)   | 4.900 (8,9%)   |
| Укупно            | 41.138         | 55.081         |